# Abdel Abqar
Abdelkabir «Abdel» Abqar (àrab: عبد الكبير أبقار, ʿAbd al-Kabīr Abqār; Settat, 10 de març de 1999) és un futbolista professional marroquí que juga com a central al Getafe CF espanyol i a la selecció del Marroc.

## Carrera de club
Nascut a Settat, Abqar es va incorporar a les categories inferiors del Màlaga CF el 2017 procedent de l'Acadèmia de Futbol Mohammed VI. Va debutar com a sènior amb el filial de l'equip el 12 de novembre de 2017, com a titular en una derrota per 1-0 a Tercera Divisió contra el CD Huétor Tájar.
Abqar va debutar amb el primer equip l'11 de setembre de 2018, com a titular en un partit que va perdre per 2-1 a casa contra la UD Almería a la Copa del Rei de la temporada. Va ser la seva primera aparició amb el primer equip, i posteriorment va continuar jugant regularment amb l'equip B i va patir el descens al final de la temporada.
El 22 de juliol de 2020, Abqar va fitxar per un altre equip filial, el Deportivo Alavés B a Segona Divisió B. El 6 de maig següent, va renovar el seu contracte fins al 2025.
Abqar va debutar amb el primer equip de l'Alabès el 30 de novembre de 2021, jugant tota la segona part en una victòria per 3-0 a casa contra l'Unami CP, també per la copa nacional. Va ascendir definitivament al primer equip per a la temporada 2022-23, amb el club ara a Segona Divisió, i va esdevenir una de les primeres opcions quan el club va tornar a la primera divisió al primer intent; el seu primer gol com a professional va ser el 29 d'octubre de 2022, quan va marcar el primer gol en una victòria per 2-1 a casa contra el Real Oviedo.
Abqar va debutar a la màxima divisió el 14 d'agost de 2023, com a titular en una derrota per 1-0 contra el Cádiz CF. El 29 de juliol de 2025, va fitxar pel Getafe CF, també de primera divisió, amb un contracte de tres anys.

## Carrera internacional
El 13 de març de 2023, Abqar va ser convocat a la plantilla completa per l'entrenador Walid Regragui per a amistosos contra el Brasil i el Perú.
El 28 de desembre de 2023, Abqar va ser un dels 27 jugadors seleccionats per l'entrenador Walid Regragui per representar el Marroc a la Copa d'Àfrica de Nacions de 2023.
Va debutar el 22 de març de 2024 en un amistós contra Angola.